# Gärssjön, Småland
Gärssjön är en sjö i Hultsfreds kommun i Småland och ingår i Marströmmens huvudavrinningsområde.